# Karabin HK33

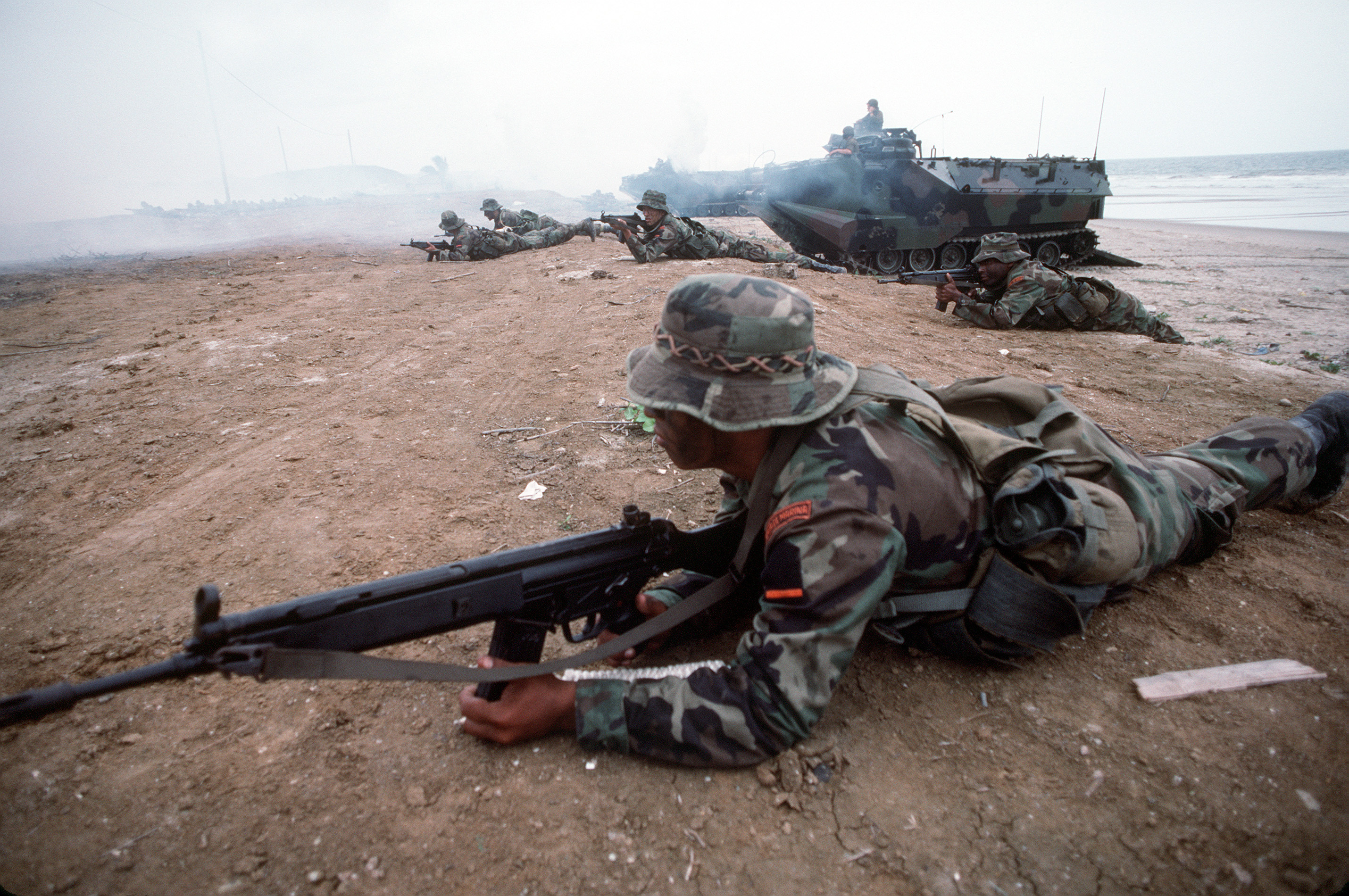
Żołnierze ekwadorskiej piechoty morskiej uzbrojeni w karabiny HK33

HK33 – niemiecki karabinek kalibru 5,56 mm. Jest to pomniejszona wersja karabinu G3 kalibru 7,62 mm NATO.

## Historia
W drugiej połowie lat 60. XX wieku w niemieckiej firmie Heckler und Koch rozpoczęto prace nad karabinem zasilanym zdobywającym coraz większe uznanie nabojem pośrednim 5,56 mm. Równolegle prowadzono prace nad karabinem zasilanym nabojem 7,62 mm wz. 43. W 1968 roku uruchomiono produkcję karabinu kalibru 5,56 mm oznaczonego jako HK33. Karabin kalibru 7,62 mm wz. 43 (oznaczony jako HK 32) pozostał prototypem z braku chętnych do jego zakupu.
W następnych latach karabin HK33 trafił do uzbrojenia armii Tajlandii, Malezji, brazylijskich wojsk lotniczych, Turcji i Chile. Niewielkie ilości karabinów HK33 były używane przez komandosów Navy SEALs walczących w Wietnamie. W Tajlandii i Turcji uruchomiono produkcję licencyjną tego karabinu. W większości krajów, które przyjęły go do uzbrojenia HK33 stanowił broń uzupełniającą G3, najczęściej w oddziałach specjalnych. HK33 nie został przyjęty do uzbrojenia przez Bundeswehrę, ale duże ilości tych karabinów zostały zakupione przez niemiecką policję. Samopowtarzalna wersja HK33 była sprzedawana na rynku cywilnym.
HK33 stał się także podstawą do skonstruowania innych broni HK kalibru 5,56 mm: karabinu G41 i subkarabinka HK 53.

## Wersje
- HK33A2 – karabin z kolbą stałą.
- HK33A3 – karabin z kolbą wysuwaną
- HK33KA1 – karabinek z lufa skróconą i kolbą wysuwaną.
- HK93 – karabin samopowtarzalny sprzedawany na amerykańskim cywilnym rynku broni.

## Opis
HK33 jest bronią samoczynnno-samopowtarzalną. Zasada działania oparta na odrzucie zamka półswobodnego hamowanego rolkami. HK33 strzela z zamka zamkniętego. Zamek składa się z tłoka zaporowego i trzonu zamkowego pomiędzy którymi znajdują się rolki opóźniające otwarcie zamka. Mechanizm spustowy tylko do ognia ciągłego i pojedynczego. Bezpiecznik nastawny, połączony z przełącznikiem rodzaju ognia.
HK33 jest bronią zasilaną przy pomocy magazynków pudełkowych o pojemności 25, 30 lub 40 nab.
Lufa zakończona szczelinowym tłumikiem płomienia. Przewód lufy ma 6 bruzd prawoskrętnych o skoku 305 mm. Wewnątrz komory nabojowej wykonane są rowki Revellego ułatwiających wyrzut łuski.
Kolba stała, z tworzywa sztucznego (HK33A2), lub składana (HK33A3 i HK33KA1). Przyrządy celownicze mechaniczne (celownik bębnowy).
HK33 jest przystosowany do miotania granatów nasadkowych